# Rad na daljinu
E-work ili rad (k)od kuće je termin koji je „patentirao“ Jack Niles 1973. godine za vrstu posla u kojem zaposlenici uživaju veću fleksibilnost u svezi mjesta i vremena obavljanja svog posla. 
Drugim riječima, svakidašnji put na posao i s posla je zamijenjen telekomunikacijskim pogodnostima kao što su intranet, LAN, WLAN VPN, videokonferencija, VoIP itd. koje su u današnjem svijetu širokopojasnih veza na Internet postale upotrebljive i uobičajene.  Mnogi ovakvi zaposlenici rade kod kuće, dok drugi, znani još i kao radnici-nomadi, svoj posao obavljaju iz kafića ili lepeze ostalih lokacija.
Telework ili tele-rad je širi termin koji objašnjavamo učestalim motom „posao je nešto što se radi, ne nešto kamo putujete“. Drugim riječima, tele-radnici ne putuju ni na kakvo mjesto obavljanja svog posla, bilo ono neko opuštajuće mjesto ili ne, već svoj posao obavljaju gdje i kad se sjete, poštujući rokove.
Da bi bio uspješan, sam način vođenja ovakvog poslovanja mora se orijentirati ka rezultatima svojih radnika te se rukovoditi po ciljevima a ne po promatranju rada samih zaposlenika.

## Razvoj
Korijeni rada na daljinu sežu u 1970-e godine, kad se slična tehnologija rabila za povezivanje satelita s gradskim mrežama koristeći telefonske linije kao network bridge. Ogroman pad cijena i ubrzana proizvodnja i jednostavnost korištenja PC-a rezultirali su decentralizacijom radnog mjesta tako da su neke kompanije već u '80-ima uvele ovakve pogodnosti za svoje zaposlenike koji su se povezivali na intranet svojih kompanija.
Razvitak LAN-a je dalje promovirao djeljenje resursa a klijentski poslužitelji su doprinijeli još većoj decentralizaciji radnog mjesta. Danas, prosječan zaposlenik koriste laptop-računalo u kombinaciji s Wi-Fi-om što im omogućuje nesmetani rad diljem svijeta a kompanijama puno manje troškove održavanja u usporedbi s konvencionalnim uredima.

## Prednosti
Neke od prednosti ovakvog načina rada su :
- povećanje zaposlenosti ugroženih grupa poput majki i očeva s malom djecom, osoba s poteškoćama u kretanju te osoba koje žive u udaljenim područjima
- smanjenje negativnog utjecaja na okoliš koji nastaje korištenjem naftnih prerađevina potrebnih za rad u uobičajenim radnim uvjetima
- omogućavanje neobvezanosti radnim vremenom
- povećanje produktivnosti
- smanjenje stresa na radu
- veća fleksibilnost i eliminiranje izostanaka zaposlenika

Nadalje, virtualni uredi dopuštaju poslodavateljima da zadrže vrijedne radnike i zaposle one koje inače ne bi mogli zadržati te pružaju veću mogućnost reorganizacije.
Jedna od velikih pogodnosti e-worka je i smanjenje troškova inače potrebnih za održavanje ureda, unatoč prvotnom ulaganju u mrežnu infrastrukturu i ostali software. 
Neke studije predviđaju da broj zaposlenika koji svoj posao obavljaju na ovaj način može samo rasti imajući u vidu primjer SAD-a gdje u 2008. godini otprilike 33 milijuna Amerikanaca može obavljati svoj posao preko [Internet]a, što bi dovelo do smanjenja ovisnosti o nafti i uvoza iste iz Perzijskog zaljeva s 48 na 24 posto te smanjenja ispuštanja štetnih stakleničkih plinova do čak 67 milijuna metričkih tona na godina i uštedilo oko 7.5 milijardi galona benzina svake godine! Tako bi e-radnici izbjegli 154 milijardi [milja] vožnje i uštedjeli 25 milijuna dolara za kupnju benzina. Štoviše, istraživanja pokazuju da bi tele-radnici uživali i u prosjeku u dodatnih 5 radnih tjedana slobodnog vremena svake godine.
Distribuirani rad je također jedna od prednosti e-radnika gdje se neki zaposlenici mogu, primjerice, naći s klijentom na ručku, imajući pristup svim potrebnim alatima na svom prijenosnom računalu u opuštenoj atmosferi i svoje poslovne zaključke proslijediti dalje svojim kolegama što uvelike olakšava agilnost i efektivnost nekih poslova i povećava maksimalnu produktivnost. Distribuirani rad je popularniji u Europi i zapadnim zemljama, dok svoju popularnost tek treba steći u Aziji i ostalim dijelovima svijeta. 
Virtualni uredi su, pak, trn u oku mnogim managerima koji za promaknuća, povišice i ostale pogodnosti koje to zvanje nosi sa sobom, ipak zahtijevaju direktniji kontakt od mnogih ostalih poslova te su takvi ured prikladniji za profesionalce u svojim poslovima poput inženjera i sl. Međutim, virtualni poslovi nisu striktno zamišljeni za jednu osobu već se određeni tipovi djelatnika koji rade samostalno mogu sastati i dijeliti ideje i time uživati u sinergiji rada s talentiranim ljudima s istog prostora. S druge strane, neki zaposlenici mogu obavljati poslove preko kraćih vremenskih razdoblje i za više kompanija te se takvi poslovi nazivaju mikroposlovima.

## Mane
Rad na daljinu nije bez mana pa zaposlenici mogu iskusiti sljedeće:
- veći stres i više posla ako svoje radno mjesto ne shvate kao obavezu već kao povremeni rad
- rizik gubitka i integriteta podataka o kompanijama koje zaposlenici imaju kod kuće, pogotovo ako ne koriste sve mjere softverske i fizičke zaštite
- rizik krađe osobnog računala
- produktivnost e-radnika ispočetka manja od konvencionalne - potrebno vrijeme za prilagodbu
- potrebne ponešto drukčije metode ocjenjivanja rada
- činjenica da je e-rad jeftiniji od uobičajenog ne znači ujedno i da informacijska tehnologija nema svoje zahtjeve, kako financijske, tako i tehnološke
- sumnja u integritet zaposlenika koji nisu pod stalnim nadzorom
- problemi oko plaćanja

Kompanije i zaposlenici bi, stoga, trebali uvijek biti svjesni zakonskih, sindikalnih i lokalnih odredbi te ih se pridržavati. 
Evaluacija, simulacijski programi, team-mitinzi, pismeni materijali, forumi i tečajevi su oblici dijeljenja informacija i trebali bi biti shvaćeni ozbiljno u virtualnim uredima da ne bi došlo do konflikata, pogotovo ako dođe do izostanka operativne i administrativne podrške te je zbog toga od izuzetne važnosti da ovakve kompanije budu dosljedno i precizno rukovođene, s otvorenošću k novim oblicima poslovanja. 
Jedan od gorućih i rastućih problema rada na daljinu su i online prijevare (tzv. scamovi) koje igraju na kartu financijske neovisnosti kao sna mnogih ljudi. Svi potencijalni e-radnici moraju biti svjesni da ako poslovna ponuda sadržava i obećava izostanak rizika, malo napora i velike profite, zasigurno je prijevara. 
Ako se radnik u potrazi za poslom susretne s ponudom koja prvotno zahtjeva ulaganje neke manje količine novca da bi došlo do ostvarenja njegovog sna lake zarade, može biti siguran da se u tom slučaju radi o novčanoj jami i mamcu za neiskusne i lakome radnike te su takvim naivnim ponudama u proteklih nekoliko godina lažne, nepostojeće kompanije zaradile milijune dolara i ujedno izbjegle kaznene postupke!

## Popularni poslovi
Razvitkom internet poslovanja, povećavaju se i zahtjevi za unošenjem podataka koji se neprestano gomilaju pa je stoga potražnja upravo takvih poslova koji bi se orijentirali na pripremanje izvještaja, tablica, listi, zapisa, baza podataka i sl. sve veća.
Neki od najpopularnijih poslova koji se bave takvom vrstom rada su:
- kodiranje parnica – rastuća kategorija poslova čija je zadaća pomoći zakonskim profesionalcima u pohranjivaju zakonskih zapisa a samim time i lakšeg pronalaženja istih pomoću određenih ključnih riječi
- medicinska i zakonska transkripcija – poslovi koji se sastoje od preslušavanja audio zapisa informacija i zapisivanja svega što se na zapisu čuje koristeći opremu za ubrzavanje i usporavanje zapisa
- medicinsko kodiranje – osiguravanje i upravljanje pravilnih zapisa osjetljivih medicinskih podataka

## Zaključak
Rad na daljinu posljednjih godina postaje sve značajniji, naročito u poslovima gdje predstavlja prirodnu posljedicu razvoja samih djelatnosti (informatički sektor, novinarstvo i slično), a razvoj tehnološke infrastrukture (prije svega interneta) dozvoljava sve većem broju ljudi da, umjesto u uredu, rade u toplini svoga doma.
Usprkos predrasudi da je rad na daljinu prije svega ograničen na nekoliko tradicionalnih zanimanja poput IT stručnjaka ili novinara, uz primjenu ranije nabrojenih pravnih,sigurnosnih i ostalih mehanizama i pravila u organizaciji rada, nema apsolutno nikakvih prepreka zbog čega rad na daljinu ne bi primjenjivali, naprimjer, pravnici, liječnici ili neka druga, intelektualno orijentirana zanimanja. Imajući u vidu sve pozitivne strane koje ovakav oblik poslovanja donosi i njegov pozitivan utjecaj na okoliš, valjalo bi preispitati radne navike i, možda, prijeći na efikasniji i čovjeku prirodniji način rada.

## Vanjske poveznice
- (en)Making the case for telecommuting